# Неделя о расслабленном
Неде́ля о рассла́бленном (греч. Κυριακή τοῦ Παραλύτου) — четвёртая Неделя по Пасхе в Православной церкви (неделя означает воскресный день, первая неделя по Пасхе — сама Пасха).

## Праздник
Название этого дня происходит по причине того, что на литургии читается Евангелие от Иоанна, 14-е зачало, о исцелении Иисусом Христом расслабленного в Иерусалиме, при Овчей купели, именуемой Вифезда: 
После сего был праздник Иудейский, и пришел Иисус в Иерусалим. Есть же в Иерусалиме у Овечьих [ворот] купальня, называемая по-еврейски Вифезда, при которой было пять крытых ходов. В них лежало великое множество больных, слепых, хромых, иссохших, ожидающих движения воды, ибо Ангел Господень по временам сходил в купальню и возмущал воду, и кто первый входил [в неё] по возмущении воды, тот выздоравливал, какою бы ни был одержим болезнью. Тут был человек, находившийся в болезни тридцать восемь лет. Иисус, увидев его лежащего и узнав, что он лежит уже долгое время, говорит ему: хочешь ли быть здоров? Больной отвечал Ему: так, Господи; но не имею человека, который опустил бы меня в купальню, когда возмутится вода; когда же я прихожу, другой уже сходит прежде меня. Иисус говорит ему: встань, возьми постель твою и ходи. И он тотчас выздоровел, и взял постель свою и пошел. Было же это в день субботний. Посему Иудеи говорили исцеленному: сегодня суббота; не должно тебе брать постели. Он отвечал им: Кто меня исцелил, Тот мне сказал: возьми постель твою и ходи. Его спросили: кто Тот Человек, Который сказал тебе: возьми постель твою и ходи? Исцеленный же не знал, кто Он, ибо Иисус скрылся в народе, бывшем на том месте. Потом Иисус встретил его в храме и сказал ему: вот, ты выздоровел; не греши больше, чтобы не случилось с тобою чего хуже. Человек сей пошел и объявил Иудеям, что исцеливший его есть Иисус. (Ин. 5:1—15).

## Смысл праздника
Богословский смысл чуда исцеления Иисусом Христом расслабленного из Евангельского повествования раскрывается в богослужебных текстах (в стихирах, каноне, в Синаксаре), которые звучат в этот день в Православной церкви. В них душа каждого человека сравнивается с расслабленным, а причиной болезни называются грехи, которые может исцелить и исцелит лишь один Бог — Иисус Христос. Христос исцеляет любые болезни не только телесные, но и душевные, от человека требуется лишь искреннее раскаяние в грехах и исправление, то есть не повторение их в будущем, поскольку покаяние невозможно без исправления.

## Богослужение
Между схождением Ангела в Овчую купель и исцелением, полученным от возмущения воды от схождения, и Христом проводятся сравнения в богослужебных текстах. Если Ангел сходил лишь раз в год и врачебную помощь получал лишь один человек, то Бог Слово  схождением на землю через Своё Распятие и Воскресение всем людям даровал Святое Крещение, которое, по вере крещаемого, способно исцелить любого человека от болезней как душевных так и телесных.  
|        | На греческом | На церковнославянском (транслитерация) | На русском |
| ------ | --- | --- | --- |
| кондак | Ἦχος γ' Τὴν ψυχήν μου Κύριε, ἐν ἁμαρτίαις παντοίαις, καὶ ἀτόποις πράξεσι, δεινῶς παραλελυμένην, ἔγειρον τῇ θεϊκῇ σου ἐπιστασίᾳ, ὥσπερ καὶ τὸν Παράλυτον, ἤγειρας πάλαι, ἵνα κράζω σεσωσμένος· Οἰκτίρμον δόξα, Χριστέ, τῷ κράτει σου | глас 3 Ду́шу мою́, Го́споди, во гресе́х вся́ческих, и безме́стными дея́ньми лю́те разсла́блену, воздви́гни Бо́жественным Твои́м предста́тельством, я́коже и разсла́бленнаго воздви́гл еси́ дре́вле, да́ зову́ Ти́, спаса́емь: Ще́дрый, сла́ва Христе́, держа́ве Твое́й. | глас 3 Душу мою, Господи, от грехов всяческих и от дел недолжных тяжко расслабленную, воздвигни божественным Твоим попечением, как и расслабленного воздвиг Ты некогда, дабы я, спасенный, взывал Тебе: "Слава, Христе Милостивый, могуществу Твоему!" |
| икос   | Ὁ χειρί σου δρακὶ περικρατῶν τὰ πέρατα, Ἰησοῦ ὁ Θεός, ὁ τῷ Πατρὶ συνάναρχος, καὶ Πνεύματι ἁγίῳ συνδεσπόζων ἁπάντων, σαρκὶ ἐφάνης, νόσους ἰώμενος, καὶ πάθη ἀπήλασας, τυφλοὺς ἐφώτισας, καὶ τὸν Παράλυτον λόγῳ θεϊκῷ σὺ ἐξανέστησας, περιπατεῖν ἀθρόως προστάξας, καὶ τὴν βαστάσασαν αὐτὸν κλίνην ἐπὶ τῶν ὤμων ἆραι· ὅθεν πάντες σὺν τούτῳ ἀνυμνοῦμεν καὶ ἐκβοῶμεν· Οἰκτίρμον δόξα, Χριστὲ τῷ κράτει σου. | Руки́ Твоея́ го́рстию содержа́й концы́, Иису́се Бо́же, Отцу́ собезнача́льный, и Ду́ху Свято́му совлады́чествуяй все́ми, пло́тию яви́лся еси́, неду́ги исцеля́я, и стра́сти отгна́л еси́: слепцы́ просвети́л еси́, и разсла́бленнаго сло́вом Боже́ственным Ты возста́вил еси́, сему́ напра́сно ходи́ти повеле́в, и сего́ носи́вший о́др на ра́му взя́ти. Те́мже вси́ с ни́м воспева́ем, и возопии́м: Ще́дрый, сла́ва Христе́, держа́ве Твое́й. | Руки Своей горстью держащий мира концы, Иисусе, Боже, как и Отец безначальный, и вместе с Духом Святым над всем владычествующий, Ты во плоти явился, недуги исцеляя; и страсти отогнал; слепым дал видеть свет, и расслабленного словом божественным восставил, внезапно повелев ему ходить и ложе, носившее его, поднять на плечи. Потому мы все с ним воспеваем и взываем: "Слава, Христе Милостивый, могуществу Твоему!" |